# Anoba atriplaga
Anoba atriplaga là một loài bướm đêm trong họ Erebidae.